# Niels Peter Stilling
Niels Peter Stilling (født 12. oktober 1953) er ph.d., dansk kulturhistoriker, faglitterær forfatter og fhv. museumsleder.
Niels Peter Stilling blev ansat som arkivar i det lokalhistoriske arkiv under den daværende Søllerød Kommune i 1982. I 1988-89 blev arkivet slået sammen med det lokalhistoriske museum Mothsgården, og Stilling blev inspektør for det derved dannede Søllerød Museum. Siden kommunesammenlægningen (2007) hedder museet Rudersdal Museer, hvis leder Stilling var indtil januar 2012.
Han har redigeret årbogen Søllerødbogen siden 1984. Blev i 1994 tildelt Søllerød Kommunes kulturpris.
Stilling er en særdeles produktiv og alsidig forfatter, som i særlig grad har beskæftiget sig med danske herregårde, rejselitteratur og med lokalhistoriske emner i Rudersdal-området, samt med museets udstillinger. Ud over et stort antal tidskriftsartikler, har han bl.a. skrevet eller bidraget til de følgende bøger: